# Parmaturus albipenis
Parmaturus albipenis és una espècie de peix de la família dels esciliorrínids i de l'ordre dels carcariniformes.

## Morfologia
- Els mascles poden assolir 41,5 cm de longitud total.[5]

## Hàbitat
És un peix marí que viu entre 688-732 m de fondària.

## Distribució geogràfica
Es troba a Nova Caledònia.